# Mukim di Keriam
Keriam è un mukim del Brunei situato nel Distretto di Tutong con 9.631abitanti al censimento del 2011.

## Geografia antropica

### Suddivisioni amministrative
Il mukim è suddiviso in 12 villaggi (kapong in malese):
Keriam, Bukit Panggal, Luagan Dudok, Sinaut, Meragang, Bukit Nenas, Santul, Kerakas Payau, Sungai Kelugon, Kupang, Maraburong Batu 16, Ikas/Bandong.